# Gleichmaßdehnung
Die Gleichmaßdehnung {\displaystyle A_{\mathrm {g} }} ist die Dehnung im Zugversuch, bis zu der sich die Probe gleichmäßig über deren Länge dehnt und keine Einschnürung stattfindet. Bei Beanspruchung der Zugprobe kommt es zu einer plastischen Längenänderung {\displaystyle L_{\mathrm {pm} }-L_{0}}, die auf die Anfangsmesslänge {\displaystyle L_{0}} normiert wird, um im Spannungs-Dehnungs-Diagramm aufgetragen zu werden. Die Gleichmaßdehnung ist der x-Achsen Abschnitt der technischen Zugfestigkeit {\displaystyle R_{\mathrm {m} }}. 
{\displaystyle A_{\mathrm {g} }={\frac {L_{\mathrm {pm} }-L_{0}}{L_{0}}}\cdot 100\,\%=\left({\frac {L_{\mathrm {pm} }}{L_{0}}}-1\right)\cdot 100\,\%}
Eine höhere Spannung kann zu höherer Dehnung durch Einschnührung an der Probe und schließlich zum Bruch führen, die als Bruchdehnung bezeichnet wird. Der Zugversuch für metallische Werkstoffe ist ein nach DIN EN ISO 6892 genormtes Standardverfahren der Werkstoffprüfung.